# T-155 Fırtına
Le T-155 Fırtına est un canon automoteur dérivé du K9 Thunder sud-coréen du Groupe Samsung construit sous licence en Turquie.

## Historique
Il est mis au point par des ingénieurs turcs avec des technologies turque, sud-coréenne, allemande et américaine et sa construction commence en 2001. Il sert lors du conflit kurde en Turquie. Il est exporté en Azerbaïdjan en 2014.

## Caractéristiques
L'équipage se compose de cinq hommes : pilote, pointeur, radio, chargeur, chef de char. L'engin est équipé d'une transmission totalement automatique Allisson X1100-5 couplée avec un moteur de 1000ch MTU-881 kA 500 diesel. La suspension est composée de douze suspensions hydropneumatiques montées à l'extérieur avec les roues, ce qui lui permet une totale liberté dans n'importe quel environnement. Le rapport puissance/poids est de 21ch/t.
Le Fırtına est équipé du système de numérisation du champ de bataille ADOP-2000, développé par ASELSAN série 9600 : ce système lui permet une communication radio chiffrée, sécurisée, puissante, rapide, mobile et protégée contre la guerre électronique. Ce système englobe la numérisation du champ de bataille, les communications, et le suivi des cibles. Le contrôle et le pointage du tir sont effectués par le système Aselsan BAIKS-2000 ; celui-ci est capable de calculer les coordonnées de tir qui sont transmises au système précédent, qui pointe le canon automatiquement. L'automoteur peut-être prêt au combat en moins de trente secondes, il peut aller encore plus vite avec un tir d'urgence en quinze secondes. Huit obus peuvent être tirés à la minute.
L'engin peut quitter son emplacement de tir en moins de trente secondes, grâce au socle du canon contrôlé par l'intérieur auquel vient s'appuyer le canon lors des mouvements. Cela permet au Fırtına de se déplacer rapidement après le tir pour éviter les tirs de contre-batteries.

## Système de contrôle du tir
L'engin possède un système produit et développé par Aselsan, le système OZGUN qui se divise en quatre principales fonctions :
- Système de navigation en inertie
- Ordinateur de contrôle du tir
- Système automatique de pointage du canon
- Radar de mesure de la vitesse

Le système peut permettre que les projectiles touchent en même temps la cible. Trois obus d'urgence tirés en 15 secondes mais qui arrivent en même temps sur la cible, ce qui permet de faire croire à la présence d'une batterie de canons.

## Canon
Le Fırtına peut utiliser n'importe quel obus au standard OTAN de 155 mm ; chaque engin possède une dotation interne de 48 obus. Fonctionnant électriquement et contrôlé électroniquement le chargeur automatique du canon peut tirer trois obus en quinze secondes en tir urgent et deux tirs par minute en tir normal. Le canon est d’une longueur de 52 calibres.

## Type d'obus
- M107(HE) : 18 km
- M549A1(RAP/HE) : 30 km
- ERFB/BB : +40 km

La Corée du Sud et la Turquie coopèrent afin de produire un obus d'un nouveau type pouvant atteindre des objectifs dépassant les 45 km.

## Blindage
Le véhicule est totalement blindé et protégé contre les armes nucléaires, radiologiques, biologiques et chimiques (NRBC). Dans ce contexte, l'équipage est préservé de toute menace NRBC ennemie et projectiles. Le blindage de l'engin lui permet de résister aux munitions inférieures ou égales aux 14,5 mm et aux éclats d'obus de 155 mm.

## Données techniques
- Pays : Turquie
- Fabricant : 1010'uncu Ordudonatım Ana Tamir Fabrika Müdürlüğü/Arifiye
- Masse : 47 t
- Longueur : 12 m
- Largeur : 3,4 m
- Hauteur : 3,43 m
- Équipage : 5 membres
- Contrôle de tir : Otomatik Atış Kontrol ve Yönlendirme (Abréviation NABK.)
- Chargeur obus : Automatique
- Vision nocturne : Vision nocturne de deuxième génération
- Protection NBC : Filtrage de l'air provenant de l'extérieur
- Canon : 155 mm/Calibre 52
- Tir : 
  - Rapide : 3 obus en 15 secondes
  - Maximum : 6 à 8 obus en une minute
  - Normal : 2 obus par minute
- Débattement canon haut-bas : -2,5º +70º
- Tourelle : 360º
- Portée du canon avec différents types d'obus: 
  - M107 He : 18 km
  - M549a1/RAP He : 30 km
  - ERFB/BB He: 40 km +
- Vitesse : 65 km/h
- Yerden Yüksekli : 0,42 m
- Pente gravie : 60 %
- Passage obstacle à 90° 0,75 m
- Passage de fossé : 2,8 m
- Passage de point d'eau: 1,5 m
- Autonomie : 360–400 km
- Suspension : Hydropneumatique
- Moteur : 1000ch, MTU-881 diesel
- Transmission : X 1100-5 tout automatique
- Puissance/Poids : 21 ch/t

## Système concurrents
- Britannique : AS-90
- Allemand : PzH 2000
- Sud-Coréen : K9 Thunder
- Américain : XM2001 Crusader (en) (projet abandonné)